# Vilviestre de Muñó
Vilviestre de Muñó es una localidad del municipio burgalés de Estépar, en la comunidad autónoma de Castilla y León (España). 
La iglesia está dedicada a La Asunción de Nuestra Señora.

## Localidades limítrofes
Confina con las siguientes localidades:
- Al norte con Hormaza.
- Al noreste con Villagutiérrez.
- Al sureste con Estépar.
- Al sur con Celada del Camino.
- Al suroeste con Tamarón.
- Al oeste con Iglesias.

## Demografía
| Gráfica de evolución demográfica de Vilviestre de Muñó entre 1842 y 1970 |
| |
| Población de derecho según los censos de población del INE. Población de hecho según los censos de población del INE.Entre el censo de 1981 y el anterior, este municipio desaparece porque se integra en el municipio Estepar. |

Evolución de la población
| Gráfica de evolución demográfica de Vilviestre de Muñó entre 2000 y 2017 |
|                                                                          |
| Población de derecho (2000-2017) según el padrón municipal del INE       |

## Historia
Así se describe a Vilviestre de Muñó en el tomo XVI del Diccionario geográfico-estadístico-histórico de España y sus posesiones de Ultramar, obra impulsada por Pascual Madoz a mediados del siglo XIX:

Villa con ayuntamiento en la provincia, partido judicial, audiencia territorial, capitanía general y diócesis de Burgos (4 leguas); Situada en un pequeño valle bastante húmedo; su clima es frío, y afecto a fiebres intermitentes e hidropesías. Tiene 50 casas, escuela de instrucción primaria, dotada con 24 fanegas de trigo, 1 iglesia parroquial (La Asunción de Nuestra Señora) servida por un cura párroco. El término confina N Iglesias; E Hormaza; S Villa Gutiérrez, y O Estepa. El terreno es de mediana calidad generalmente llano, y fertilizado por un riachuelo, al cual le cruzan 2 puentes. Los caminos son locales. El correo se recibe de Pampliega los miércoles y domingos. Producciones: cereales, legumbres y frutas; cría ganado lanar, caballar y vacuno; caza de liebres y perdices, codornices, etc. y pesca de anguilas, truchas y barbos. Población: 28 vecinos, 97 almas. Capital productivo: 473.400 reales. Imponible: 45.519. Contribución: 3.419 reales 24 maravedíes.
Diccionario geográfico-estadístico-histórico de España y sus posesiones de Ultramar